# تابع المشاهدة
تابع المشاهدة (بالإنجليزية: Keep Watching)‏ هو فيلم رعب أمريكي من إخراج شون كارتر سنة 2017، وبطولة بيلا ثورن وإيوان جروفود وناتالي مارتينيز وأخرين.

## القصة
يحكي الفيلم عن عائلة تُحتّجَز بواسطة دخلاء ويُرغموا على لعب لعبة مرعبة تُدعَى (القتل) أو يُقتَلون. وبينما يحل الليل، تنكشف أسرار اللعبة الغامضة، وتدرك العائلة أن كابوسهم هذا يُعرَض على الهواء مباشرًة للمشاهدين عبر أنحاء العالم، والذين يُتابعون المشاهدة لأنهم يجهلون إذا ما كان يُعرَض حقيقي أم تمثيلي.

## روابط خارجية
- تابع المشاهدة على موقع IMDb (الإنجليزية)
- تابع المشاهدة على موقع ميتاكريتيك (الإنجليزية)
- تابع المشاهدة على موقع روتن توميتوز (الإنجليزية)
- تابع المشاهدة على موقع قاعدة بيانات الأفلام العربية
- تابع المشاهدة على موقع ألو سيني (الفرنسية)
- تابع المشاهدة على موقع أول موفي (الإنجليزية)
- تابع المشاهدة على موقع بوكس أوفيس موجو (الإنجليزية)
- تابع المشاهدة على موقع فيلمافينيتي (الإسبانية)
- تابع المشاهدة على موقع قاعدة بيانات الفيلم (الإنجليزية)
- تابع المشاهدة على موقع ليتربوكسد (الإنجليزية)